# Fußballspiele FC Bayern München – Dynamo Dresden 1973
Die beiden Fußballspiele FC Bayern München – Dynamo Dresden 1973 in der zweiten Runde (Achtelfinale) des Europapokals der Landesmeister 1973/74 waren das erste deutsch-deutsche Aufeinandertreffen in der Geschichte jener Europapokal-Wettbewerbe, die die UEFA veranstaltete.
Sowohl das Hinspiel am 24. Oktober 1973 in München, das mit einem 4:3-Heimsieg endete, als auch das Rückspiel am 7. November 1973 in Dresden (3:3) waren torreich. Der FC Bayern München setzte sich damit in Summe knapp mit 7:6 durch, zog ins Viertelfinale ein und gewann schließlich als erster deutscher Verein den Europapokal der Landesmeister, die heutige UEFA Champions League.
Aufgrund der deutschen Teilung war das Duell zwischen den amtierenden Meistern der Fußball-Bundesliga und der DDR-Oberliga ein Politikum. Das Ministerium für Staatssicherheit (MfS) der DDR führte zur Absicherung und Überwachung sämtlicher Vorgänge rund um die beiden Spiele die Aktion „Vorstoß“ aus, die durch einen massiven Personaleinsatz gekennzeichnet war. Der Sporthistoriker Hanns Leske attestierte in seiner Dissertation dem MfS, einen beinahe „schizophrenen Sicherheitsaufwand“ betrieben zu haben. Für große Rezeption sorgte ferner der Umstand, dass der FC Bayern entgegen den UEFA-Regularien erst am Tag des Rückspiels anreiste und einen vorangegangenen Zwischenstopp in Hof mit dem Höhenunterschied zwischen München und Dresden begründete.

## Sportliches

### Vorgeschichte
In Bayern Münchens Europapokal-Historie handelte es sich um die zehnte Teilnahme an einem internationalen Wettbewerb. Die Qualifikation dafür gelang der Münchner Mannschaft durch den vierten Meistertitel der Vereinsgeschichte, Platz eins in der Fußball-Bundesliga 1972/73. In der ersten Runde setzte sich der FC Bayern gegen Åtvidabergs FF knapp durch. Nach Münchens 3:1-Heimsieg im Hinspiel führte der damalige schwedische Meister auch dank zweier Tore Conny Torstenssons, der kurz darauf nach München wechselte, bereits mit 3:0, ehe Uli Hoeneß durch seinen Treffer zum 3:1 die Verlängerung erzwang, die allerdings torlos blieb. Das entscheidende Elfmeterschießen gewannen die Münchner schließlich mit 4:3.
In Dynamo Dresdens Europapokal-Historie war dies die fünfte internationale Saison. Die Dresdner Mannschaft hatte sich durch den dritten Meistertitel der Vereinsgeschichte, die DDR-Meisterschaft 1972/73, zur Teilnahme qualifiziert. In der ersten Runde schlugen die Schwarz-Gelben den hochfavorisierten Vorjahresfinalisten und damaligen italienischen Titelträger Juventus Turin mit Dino Zoff und Fabio Capello in seinen Reihen. Dem Dresdner 2:0-Hinspielsieg am 19. September 1973 im Dynamo-Stadion folgte zwei Wochen später zwar eine 2:3-Auswärtsniederlage in Turin, dennoch genügte die Tordifferenz für das Erreichen der zweiten Runde. Die Zahl von 70.000 Zuschauern beim Rückspiel im Stadio Comunale Vittorio Pozzo bedeutete für Fußballspiele mit Beteiligung von Dynamo Dresden zum damaligen Zeitpunkt einen Rekord, der erst 1991 übertroffen wurde.
Die letzten Bundesligaspiele der Münchner vor dem Duell gegen Dynamo verliefen durchwachsen, u. a. verloren sie am 20. Oktober 1973 eine denkwürdige Partie beim 1. FC Kaiserslautern mit 4:7 – trotz eigener 4:1-Führung in der 57. Minute. Der Kader des FC Bayern München für die Spiele gegen die Dresdner enthielt in Franz Beckenbauer, Sepp Maier, Gerd Müller, Uli Hoeneß und Georg Schwarzenbeck fünf Stammspieler jener bundesdeutschen Nationalmannschaft, die ein Jahr zuvor die Fußball-Europameisterschaft 1972 gewonnen hatte. Deutschlands erfolgreichster Stürmer Gerd Müller befand sich auf dem Zenit seiner Karriere; in den Spielzeiten 1971/72 und 1972/73 waren ihm jeweils als Bundesliga-Torschützenkönig insgesamt 76 Punktspieltore gelungen. Der sechste Nationalspieler, Paul Breitner, fehlte allerdings gegen Dynamo Dresden verletzt. Er hatte im Europapokal-Erstrunden-Rückspiel in Åtvidaberg durch den Steinwurf eines Zuschauers einen Wadenbeinbruch erlitten.
Auch Dynamo Dresden musste im Aufeinandertreffen mit den Münchnern auf einen seiner wichtigsten Spieler verzichten: Stürmer Hans-Jürgen Kreische, der 1973 zum DDR-Fußballer des Jahres gekürt wurde und zuvor dreimal in Folge Torschützenkönig der DDR-Oberliga gewesen war, hatte sich Ende September in einem Spiel der WM-Qualifikation für die DDR gegen Rumänien ebenfalls u. a. einen Wadenbeinbruch zugezogen und fiel monatelang aus. Dafür konnte Dynamo Dresden seine drei weiteren Spieler, die im Vorjahr mit der DDR-Auswahl bei den Olympischen Sommerspielen in München die Bronzemedaille gewonnen hatten, gegen Bayern München aufbieten: Frank Ganzera, der Kreische nun als Dynamo Dresdens Kapitän vertrat, Reinhard Häfner und Siegmar Wätzlich. Die Schwarz-Gelben präsentierten sich in der bisherigen Oberliga-Saison 1973/74 allerdings längst nicht in Topform und schafften ihren dritten Sieg erst am neunten Spieltag.

### Hinspiel

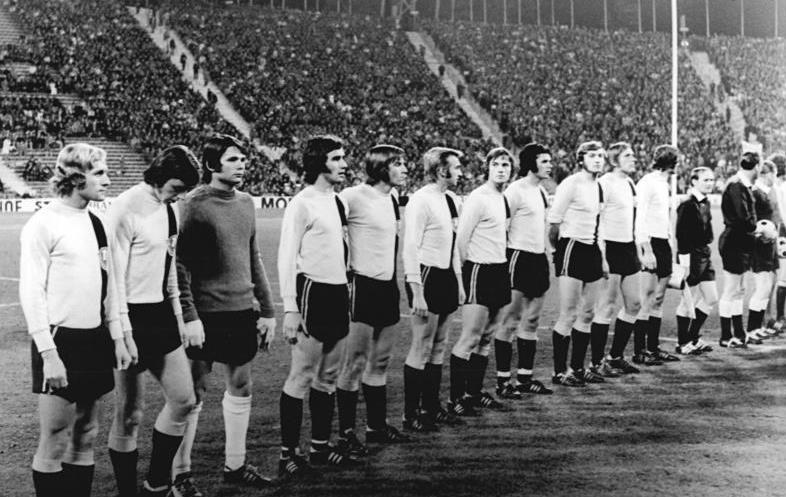
Mannschaft von Dynamo Dresden vor dem Hinspiel im Münchner Olympiastadion.

Die Münchner genossen als zuerst gezogenes Los dieser Paarung zunächst Heimrecht. Ins Hinspiel am 24. Oktober 1973, das durch drei Führungswechsel gekennzeichnet war, gingen die Gastgeber im erst ein reichliches Jahr zuvor eröffneten Olympiastadion als klarer Favorit, trafen aber auf einen Gegner auf Augenhöhe. Die Dresdner zwangen den FC Bayern mit ihrem Pressing häufig zu frühen Ballverlusten und erzielten mit offensivem Tempofußball und einem weiträumigen Flügelspiel das erste Tor durch Rainer Sachse (13.). Zwar schlug die Heimelf mit zwei Treffern binnen neun Minuten von Willi Hoffmann (17.) und Bernd Dürnberger (26.) zurück, doch Dynamo Dresden wendete das Blatt noch vor dem Halbzeitpfiff wieder zu den eigenen Gunsten, indem Sachse zunächst ausglich (34.) und Gert Heidler (42.) den 2:3-Pausenstand erzielte. SGD-Trainer Walter Fritzschs Offensivtaktik überraschte die Gastgeber und zahlte sich aus, Dresdens Verteidiger Eduard Geyer und Siegmar Wätzlich ließen zudem die bundesdeutschen Nationalstürmer Hoeneß und Müller nicht zur Entfaltung kommen.
Bayern Münchens Präsident Wilhelm Neudecker war an seinem 60. Geburtstag vom Zwischenstand wenig angetan und erhöhte noch in der Halbzeitpause die Siegprämie auf 12.000 DM pro Bayern-Spieler; Ähnliches hatte bereits in Åtvidaberg zum Erfolg geführt, wo er die Prämie zur Pause von 3000 auf 5000 DM erhöhte. Da die SG Dynamo im letzten Spielabschnitt ihrem hohen Tempo aus der ersten Halbzeit Tribut zollen musste, schaffte der FC Bayern letztlich doch noch einen knappen Sieg, indem Franz Roth (71.) und Gerd Müller (83.) zum 3:3 bzw. 4:3-Endstand trafen. Dresdens Kapitän Frank Ganzera machte bei beiden Gegentoren eine unglückliche Figur: Dem Ausgleich ging sein Fehlpass voran, beim Siegtreffer fälschte er ab. Dennoch waren die Münchner spätestens zu diesem Zeitpunkt vor dem Gegner aus Dresden gewarnt. Das Olympiastadion war an jenem Spieltag durch einen für damalige Verhältnisse enormen Top-Zuschlag – ein Tribünenplatz kostete 52 DM – bei Weitem nicht ausverkauft.
| Paarung           | FC Bayern München – SG Dynamo Dresden |
| Ergebnis          | 4:3 (2:3) |
| Datum             | Mittwoch, 24. Oktober 1973 um 20:00 Uhr |
| Stadion           | Olympiastadion, München |
| Zuschauer         | 47.918 |
| Schiedsrichter    | Bob Davidson ( Schottland) |
| Tore              | 0:1 Rainer Sachse (13.) 1:1 Willi Hoffmann (17.) 2:1 Bernd Dürnberger (26.) 2:2 Rainer Sachse (34.) 2:3 Gert Heidler (42.) 3:3 Franz Roth (71.) 4:3 Gerd Müller (83.)                                                                 |
| FC Bayern München | Sepp Maier – Franz Beckenbauer, Johnny Hansen, Georg Schwarzenbeck, Bernd Dürnberger, Uli Hoeneß, Franz Roth, Rainer Zobel, Bernd Gersdorff (46. Erwin Hadewicz), Willi Hoffmann, Gerd Müller Cheftrainer: Udo Lattek                 |
| SG Dynamo Dresden | Claus Boden – Dixie Dörner, Frank Ganzera, Eduard Geyer, Christian Helm, Siegmar Wätzlich, Reinhard Häfner, Horst Rau (84. Udo Schmuck), Hartmut Schade, Gert Heidler, Rainer Sachse (74. Dieter Riedel) Cheftrainer: Walter Fritzsch |

### Rückspiel

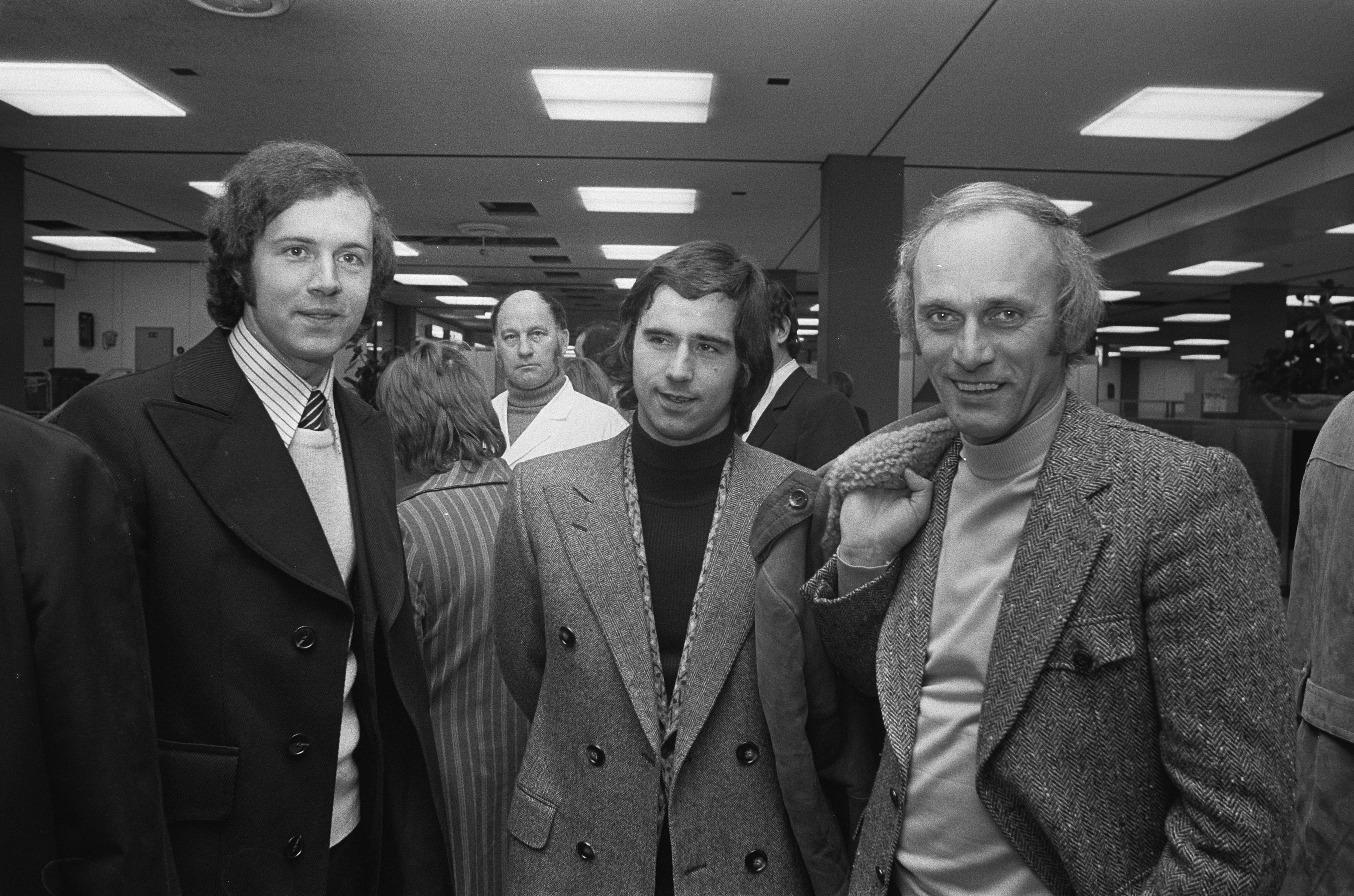
Die Münchner Spieler Franz Beckenbauer (l.) und Gerd Müller sowie ihr Trainer Udo Lattek, 1973.

Im Rückspiel zwei Wochen später im ausverkauften Dynamo-Stadion, dem Vorgängerbau des heutigen Rudolf-Harbig-Stadions am selben Standort, hätte der Mannschaft aus Dresden ein Sieg mit einem Tor Vorsprung bei maximal zwei Gegentoren zum Weiterkommen genügt. Bayern Münchens Trainer Udo Lattek hatte damit gerechnet, dass sich die Abwehr der SG Dynamo auf Mittelstürmer Gerd Müller konzentriert. Lattek zog ihn sowie dessen Nebenmann Uli Hoeneß zur Mittellinie zurück, damit Letzterer seine Schnelligkeit ausspielen konnte. Dieses Konzept ging in der Anfangsviertelstunde auf, als sich vier aussichtsreiche Konterchancen ergaben, die Hoeneß zu zwei Toren (10., 12.) nutzte – jeweils nach gewonnenem Sprintduell gegen Eduard Geyer. Den frühen 0:2-Rückstand führten die Dresdner später auf ihr zu hohes Risiko bei der sehr offensiven Ausrichtung zurück und sahen darin einen Hauptgrund ihres Ausscheidens. Allerdings waren sie kurz vor Ablauf der ersten Halbzeit durch ein Solo des Abwehrspielers Siegmar Wätzlich (42.), der durch das Zurückziehen der Bayern-Stürmer selbst weiter vorn als üblich agierte, noch zum 1:2-Anschlusstor gekommen; eine weitere Großchance von Wätzlich verhinderte Johnny Hansen kurz darauf durch ein ungeahndetes Foul im Strafraum.
Dynamo-Trainer Walter Fritzsch monierte, dass Libero Dixie Dörner seine Rolle zu offensiv interpretiert habe, und wollte Eduard Geyer auswechseln. Aber der Verteidiger brachte ihn in einer Diskussion während der Halbzeitpause davon ab. Diesmal also ging Bayern München mit einem Tor Vorsprung in die zweite Halbzeit, doch Dynamo Dresden drehte das Spiel innerhalb von vier Minuten durch zwei Treffer von Hartmut Schade (52.) und Reinhard Häfner (56.) und wäre in die nächste Runde eingezogen, wenn es dieses 3:2 bis zum Schlusspfiff gerettet hätte. Jedoch war es zwei weitere Spielminuten später wie schon im Hinspiel abermals Gerd Müller vorbehalten, den Endstand zum 3:3-Unentschieden herzustellen (58.). Laut ihrer eigenen Fehleranalyse war ein Grund für diesen letztlich entscheidenden Gegentreffer, dass die Gastgeber auch jetzt nicht die Verteidigung stärkten, sondern weiter offensiv agierten. In der Schlussphase der umkämpften Begegnung, in der Bayern München wie bereits in Runde eins in Åtvidaberg am Rande des Ausscheidens stand, sahen Geyer sowie zwei Münchner Spieler noch die Gelbe Karte. Nach dem Abpfiff blieben die meisten Zuschauer noch im Stadion und feierten die Dresdner Mannschaft.
| Paarung           | SG Dynamo Dresden – FC Bayern München |
| Ergebnis          | 3:3 (1:2) |
| Datum             | Mittwoch, 7. November 1973 um 17:30 Uhr |
| Stadion           | Dynamo-Stadion, Dresden |
| Zuschauer         | 35.334 |
| Schiedsrichter    | Robert Wurtz ( Frankreich) |
| Tore              | 0:1 Uli Hoeneß (10.) 0:2 Uli Hoeneß (12.) 1:2 Siegmar Wätzlich (42.) 2:2 Hartmut Schade (52.) 3:2 Reinhard Häfner (56.) 3:3 Gerd Müller (58.)                                                                       |
| SG Dynamo Dresden | Claus Boden – Dixie Dörner, Frank Ganzera, Eduard Geyer, Christian Helm, Siegmar Wätzlich, Reinhard Häfner, Horst Rau, Hartmut Schade (75. Dieter Riedel), Gert Heidler, Rainer Sachse Cheftrainer: Walter Fritzsch |
| FC Bayern München | Sepp Maier – Franz Beckenbauer, Johnny Hansen, Georg Schwarzenbeck, Bernd Dürnberger, Uli Hoeneß, Franz Roth, Rainer Zobel, Willi Hoffmann, Gerd Müller, Edgar Schneider Cheftrainer: Udo Lattek                    |
| Gelbe Karten      | Eduard Geyer – Johnny Hansen, Bernd Dürnberger |

### Besonderheiten
Das Duell war das erste deutsch-deutsche Aufeinandertreffen in der Geschichte der UEFA-Europapokale. Wenige Wochen nach dem Rückspiel kam es Ende November 1973 bereits zu einer weiteren Begegnung zwischen Mannschaften aus der DDR und der Bundesrepublik: Im UEFA-Pokal 1973/74 setzte sich der 1. FC Lokomotive Leipzig im Achtelfinale gegen Fortuna Düsseldorf durch.
Insgesamt sechs Gegentore in einer Europapokal-K.-o.-Runde sind für Bayern München ein hoher Wert, der seither nicht mehr übertroffen wurde (Stand: Januar 2022) – und der höchste, mit dem der FC Bayern dennoch in die nächste Runde einzog. Die Münchner hatten zuvor in ihrer Anfangszeit bei internationalen Wettbewerben, im International Football Cup in den 1960er Jahren, in einem Duell sieben und zweimal sogar acht Gegentreffer hinnehmen müssen und waren dadurch jeweils ausgeschieden. Für Dynamo Dresden war der Vergleich mit Bayern München durch die 13 gefallenen Treffer das torreichste Europapokal-Duell der Vereinsgeschichte – knapp vor dem Viertelfinale im Europapokal der Pokalsieger 1985/86, das Bayer Uerdingen nach dem als Wunder von der Grotenburg bezeichneten Rückspiel im März 1986 insgesamt mit 7:5 für sich entschied.
Zudem handelte es sich um die beiden einzigen Spiele, in denen die beiden Liberos Franz Beckenbauer und Dixie Dörner aufeinandertrafen. Sie gelten als zwei der besten Fußballspieler der deutschen Geschichte; der reichlich fünf Jahre jüngere Dörner, der im Zusammenhang mit den Spielen seinen Beinamen „Beckenbauer des Ostens“ erhalten hatte, fehlte bei der einzigen weiteren Gelegenheit, dem WM-Vorrundenspiel 1974 zwischen den jeweiligen Nationalmannschaften, aufgrund einer Gelbsucht-Erkrankung. Viele der eingesetzten Spieler zählen zu den international erfolgreichsten der 1970er Jahre. Maier, Beckenbauer, Schwarzenbeck, Hoeneß und Müller gehörten im Jahr darauf zum bundesdeutschen Weltmeisterkader 1974. Dörner, Häfner, Heidler, Riedel und Schade gewannen mit der DDR-Auswahl beim olympischen Fußballturnier 1976 die Goldmedaille.

### Reaktionen
Die neue Fußballwoche schrieb nach dem Hinspiel, Dynamo Dresden sei „eine Stunde lang gut im Bilde“ gewesen und habe danach bedingt durch den Kräfteverschleiß fehlerhafter gespielt. In der Süddeutschen Zeitung war zu lesen: „Dynamo lehrte Bayern das Gruseln.“ Die Welt meinte aufgrund Dresdens guter Ausgangsposition (knappe Niederlage mit drei Auswärtstoren) vor dem Rückspiel, „alle Trümpfe liegen nun beim Dynamo-Team“. Die Münchner mussten sich den Vorwurf gefallen lassen, sie seien arrogant und überheblich in die Begegnung gegangen. Als Beleg hierfür wurde auch eine im Vorfeld des Europapokal-Duells getätigte Aussage von Manager Robert Schwan angeführt, die ihm angesichts des knappen Ausgangs fast auf die Füße gefallen wäre: „Wenn wir gegen die rausfliegen, wandere ich in die Zone aus.“ „Dresden kannten wir nicht und schlussfolgerten im Unterbewusstsein: Die können nicht gut sein“, gab Georg Schwarzenbeck zu. Auch Udo Lattek musste eingestehen: „In Zwickau spielten die Dresdner wie Ackergäule, hier jedoch spritzig wie Leichtathleten. Das ist eine echte Spitzenmannschaft nach westlichem Stil.“
„Ein Blick auf die Trainerbank des FC Bayern genügte, um etwa einschätzen zu können, wie heilfroh der renommierte Gast war, im stimmungsgeladenen Dynamo-Stadion abermals mit einem blauen Auge davongekommen zu sein. 90 Minuten lang agierte Herr Lattek wie von der Tarantel gestochen zwischen Bank und Spielfeldrand, schrie er Dürnberger, Zobel, Roth und selbst Müller in die Deckung und stieg schließlich mit wahren Freudentänzen hoch, als der 32-jährige Wurtz aus Frankreich das eineinhalbstündige Drama abpfiff. Die Bayern-Stars, an der Spitze der diesmal einzig auf Torsicherung bedachte Beckenbauer, sanken total ausgepumpt von einer Zentnerlast befreit, auf die Kabinenbänke“, berichtete ein DDR-Reporter. Die Neue Fußballwoche schrieb nach Dynamos Ausscheiden von „einem gutklassigen und über weite Strecken dramatischen Spiel“, bei dem „Dynamo der BRD-Profi-Elf“ das Weiterkommen schwer gemacht habe.
Walter Fritzsch machte individuelle Fehler bei den Gegentoren als Ursache des Unentschiedens aus, sein verletzt zuschauender Top-Angreifer Hans-Jürgen Kreische schätzte ein, die Aufholjagd nach dem frühen 0:2-Rückstand habe zu viel Kraft gekostet. Claus Boden sagte nach dem Rückspiel, Gerd Müller habe ihn bei seinem 3:3-Ausgleichstor unfair attackiert und am Schienbein getroffen, was damals hohe Wogen schlug und unter Dynamo-Fans lange als ein Grund für das Ausscheiden galt. Jahrzehnte später revidierte der Dresdner Torwart seine Meinung und erklärte: „Der Mittelstürmer war clever und schoß aus der Drehung. Mir fehlte die internationale Erfahrung. Auch beim 0:2 durch Uli Hoeneß trat das zutage. Hätte ich ihn vor dem 16-Meter-Raum gestoppt, wäre bestenfalls ein Freistoß für München rausgekommen, denn die rote Karte für derartige Vergehen war damals nicht in Mode.“
Rückblickend erkannte auch Eduard Geyer, der inzwischen selbst Cheftrainer der DDR-Auswahl sowie von Energie Cottbus in der Bundesliga gewesen war, die internationale Unerfahrenheit der Dresdner Mannschaft als Ursache für das Ausscheiden: „Taktisch haben wir als Mannschaft total versagt. Bis heute kann ich nicht begreifen, wie wir den Bayern so viel Raum lassen konnten.“ Sein Gegenspieler Uli Hoeneß sah in der Begegnung in Dresden sein Schicksalsspiel, mit dem er „endgültig den Durchbruch zum anerkannten Spieler geschafft habe.“ Der damals schon sehr erfahrene Franz Beckenbauer, der noch im November 1973 Uwe Seeler als bundesdeutscher Rekordnationalspieler ablöste, bilanzierte kurz nach dem Duell: „Wenn man den Maßstab von Dynamo Dresden hernimmt, kann man sagen, dass die DDR-Fußballer doch zur europäischen Spitze gehören.“

### Folgen
Während Dynamo Dresden ausschied, qualifizierte sich der FC Bayern München durch den Sieg für das Viertelfinale gegen ZSKA Sofia, das er ebenso erfolgreich bestritt wie das Halbfinale gegen die Budapester Mannschaft Újpesti Dózsa SC. Im Finale gewannen die Münchner nach einem 1:1-Unentschieden gegen Atletico Madrid das Wiederholungsspiel mit 4:0 und triumphierten damit erstmals in diesem internationalen Wettbewerb. Unter dem Eindruck des Europapokal-Duells gegen Bayern München wurde Dynamo Dresden wenige Wochen später zur DDR-Mannschaft des Jahres 1973 gewählt – damit ging diese Auszeichnung zum ersten Mal an einen DDR-Fußball-Meister.
Im Europapokal der Landesmeister 1974/75 kam es ein Jahr nach dem Duell gegen Dynamo Dresden ebenfalls im Achtelfinale zum nächsten deutsch-deutschen Vergleich, den Bayern München gegen den 1. FC Magdeburg, damals amtierender Europapokalsieger der Pokalsieger, gewann. Ein erneutes Aufeinandertreffen mit Dynamo Dresden gab es für Bayern München erst anlässlich des einmalig ausgetragenen Deutschland-Cups im November 1990 im kurz zuvor wiedervereinigten Deutschland.

## Randgeschehen

### Politischer Hintergrund
Die Deutsche Teilung war 1973 durch den Bau der Berliner Mauer 1961 bereits seit zwölf Jahren zementiert und die DDR weiterhin um internationale Anerkennung bemüht. Sie führte einen ideologischen Kampf gegen den „Klassenfeind“, insbesondere gegen das „kapitalistische Ausland“ und hier namentlich die Bundesrepublik Deutschland sowie deren Repräsentanten. Dabei hatte sich die Gesamtlage infolge des Inkrafttretens des Grundlagenvertrags im Sommer 1973 bereits leicht entspannt.
Die SG Dynamo Dresden war ein Fußball-Leistungszentrum der Sportvereinigung Dynamo, der Sportorganisation der inneren Sicherheitsorgane der DDR. Als solches galt die SG Dynamo als Repräsentant des DDR-Staatsapparats, was den Leistungsdruck auf die Dresdner Spieler bei deutsch-deutschen Vergleichen noch erhöhte. Der Träger der Sportgemeinschaft war die Deutsche Volkspolizei, auch das Ministerium für Staatssicherheit (MfS) hatte auf Dynamo Dresden direkten Einfluss. Letztlich handelte es sich bei Dynamo Dresden um eine Dienststelle der Deutschen Volkspolizei. Die Sportler waren im Westen Deutschlands als Staatsamateure in Verruf, da sie zwar unter Profibedingungen, sprich: Vollzeit, trainierten, jedoch offiziell als Amateure galten und dadurch im Gegensatz zu den Profis auch an Amateurwettbewerben teilnehmen konnten, was u. a. das optimale Abschneiden der DDR im Fußballturnier der Olympischen Sommerspiele 1976 (Goldmedaille) gegenüber der damaligen DFB-Amateurmannschaft (Nichtteilnahme nach Ausscheiden in der Qualifikation) erklärt.
Ohnehin waren direkte sportliche Vergleiche mit Akteuren aus dem jeweils anderen Teil Deutschlands beiderseits der innerdeutschen Grenze Prestigeduelle. Den staatlich gelenkten Sport in der DDR nutzte die Parteiführung, um sich besser darzustellen. Als ab Ende der 1960er Jahre die Erfolge der DDR-Athleten zunahmen, reisten sie auch vermehrt zu internationalen Wettkämpfen ins Ausland; Spitzenathleten galten als „Botschafter im Trainingsanzug“. Dies brachte ein höheres Interesse des MfS an diesem Bereich mit sich. So erließ Erich Mielke im Dezember 1971 die „Dienstanweisung Nr. 4/71 über die politisch-operative Arbeit im Bereich Körperkultur und Sport mit Durchführungsbestimmungen“. Ziele waren die Überwachung von Sportlern durch ein Netz Inoffizieller Mitarbeiter und vor allem die gegenseitige Auskundschaftung der Reisekader, zu denen auch international agierende Fußballmannschaften wie Dynamo Dresden zählten.

### Vorbereitungen des MfS: Aktion „Vorstoß“
Als die Paarung FC Bayern München gegen SG Dynamo Dresden bei der Auslosung in Zürich am 5. Oktober 1973 gezogen wurde, löste das vor allem in der Dresdner Bevölkerung eine regelrechte Euphorie aus, die sich u. a. in Form einer extremen Ticketnachfrage äußerte. Für sein Heimspiel hätte Dynamo Dresden 300.000 Eintrittskarten absetzen können. Die Staats- und Parteiführung in der DDR wollte die Lage aber kontrollieren. So sollten z. B. öffentliche Sympathiebekundungen von DDR-Bürgern für Bayern München unterbunden werden, was einen massiven Personaleinsatz erforderte.
Kurz nach der Auslosung begann unter der Leitung der hohen SED-Funktionäre Werner Krolikowski bzw. Hans Modrow, des DDR-Ministers für Staatssicherheit Erich Mielke und des Chefs der Dresdner Bezirksbehörde der Deutschen Volkspolizei Willi Nyffenegger die generalstabsmäßige Vorbereitung auf die Spiele und deren zu erwartende Begleiterscheinungen. Das MfS leitete zur Begleitung des Aufeinandertreffens eine repressive Aktion mit dem auch bei späteren Europapokal-Spielen verwendeten Decknamen „Vorstoß“ ein. Erste Erfahrungen mit deutsch-deutschen Pflichtspiel-Duellen im K.-o.-System hatte das MfS dabei schon acht Jahre zuvor gesammelt, als beim International Football Cup 1964/65 im Halbfinale der DDR-Vertreter SC Leipzig auf Hertha BSC aus West-Berlin getroffen war.
Vorab reisten am 11. Oktober 1973 zunächst Dynamo Dresdens Sektionsleiter Wolfgang Hänel und – als sein Aufpasser – Herbert Gasch von der Zentralen Leitung der Sportvereinigung Dynamo in Berlin nach München, um Verhandlungen zum Auswärtsspiel und seinem Rahmenprogramm zu führen. Aus Ost-Berlin hatten sie dabei u. a. folgende Vorgaben erhalten: „Abzulehnen sind Bankette beider Mannschaften, Rundfunk-, Fernseh- und Presseinterviews mit Spielern, Zusammenkünfte jeder Art, die seitens westdeutscher politischer Behörden, Dienststellen usw. mit der Dresdner Delegation vorgesehen sind.“ Wie üblich, sollten direkte Kontakte zwischen Ost- und Westdeutschen durch gezielte Abschirmung weitestmöglich unterbunden werden.
Die Idee, das Rückspiel im 100.000 Zuschauer fassenden Zentralstadion Leipzig stattfinden zu lassen, wurde wieder verworfen. Friedrich Dickel, Minister des Innern der DDR und Chef der Deutschen Volkspolizei, befahl am 19. Oktober 1973 den Einsatzkräften, die Hauptanstrengung auf „den störungsfreien Ablauf des Europacup-Spieles“ sowie „die vorbeugende Verhinderung von Provokationen und anderen Störungen“ zu richten. Keinesfalls sollten Ausreisewillige oder Regimegegner die DDR während der TV-Liveübertragung blamieren.
Mehrere Medien in der Bundesrepublik stilisierten das Duell im Vorfeld zu einer „gesamtdeutschen Meisterschaft“, von der Süddeutschen Zeitung wurde ein „innerdeutscher Bruderkampf“ erwartet. Der Kicker bezog sich nach der Auslosung mit viel Pathos auf die Deutsche Fußballmeisterschaft 1947/48, an der noch der Ostzonenmeister und der aus dem sowjetischen Sektor stammende Gesamtberliner Meister teilnahmen: „Mit der Europapokalpaarung Dynamo Dresden gegen Bayern geht auch in der DDR ein Traum in Erfüllung, der so alt ist wie die deutsch-deutsche Fußballteilung vor 25 Jahren, als man noch ‚gesamtdeutsch‘ den Besten suchen wollte.“ Das MfS beobachtete solche Textpassagen mit Argwohn: „Auf die Popularität des Fußballsports in der DDR und der BRD bauend, versuchen bestimmte Kreise der BRD […], den Eindruck zu erwecken, dass der Sport angeblich keine Grenzen kenne und zugleich Mittel sein könne, anderweitige Grenzen zu verschleiern und zu verwischen“, hieß es in einer „Information über Westpressemeldungen“.

Das Olympiastadion München, Spielstätte des Hinspiels, 1979.

Das MfS wählte die rund 1000 Zuschauer aus, die in zwei Sonderzügen zum Auswärtsspiel nach München reisen durften. Ausschlusskriterien im geheimen Auswahlprozess waren z. B. das Vorhandensein von Westverwandtschaft, aber auch schwebende Straf-, Zivil- oder Parteiverfahren. Automatisch außen vor blieben ferner Personen aus dem Kreis jener rund 1000 Fußballfans aus der DDR, denen nachgewiesen werden konnte, dass sie am 10. Oktober 1971 in Warschau beim EM-Qualifikationsspiel der DFB-Mannschaft gegen Polen die Westdeutschen unterstützt hatten.
Offiziell hieß es, „die Karten haben nicht nur Mitglieder von Dynamo erhalten, sondern auch Freiwillige und Ehrenamtliche, die im Volkssport tätig sind“. Doch tatsächlich handelte es sich nur um linientreue DDR-Bürger, oft Mitglieder der SED. Beispielhaft sei hier die Delegation aus Freital erwähnt, die laut Bericht der örtlichen Kreisdienststelle des MfS vom 24. Oktober 1973 aus insgesamt 25 für die Reise ausgewählten „Touristen“ (weitere sechs waren Reserve) bestand, unter denen sich 22 SED-Mitglieder und fünf MfS-Mitarbeiter befanden. Diese Vergabepraxis führte teils dazu, dass Personen, die sich gar nicht für Fußball interessierten, Karten für das Spiel in München erhielten. Dies wirkte sich auch auf die Qualität der Unterstützung der Mannschaft in München aus; die Dresdner Spieler hatten bemerkt, dass es sich bei den Anwesenden im Gästeblock nicht um echte Fans handelte.
Hauptamtliche Mitarbeiter des MfS reisten unter anderer Identität nach München, wozu sie staatlicherseits gefälschte Reisepässe erhielten. Insgesamt waren bei der Reise zwölf Mitarbeiter der Hauptverwaltung A dabei, die in zwei Gruppen eingeteilt waren und darauf achteten, dass bei Aufenthalten niemand die beiden Züge verließ und dass in München alle Mitreisenden zusammenblieben. Ausbruchsversuche sollten notfalls mit Gewalt verhindert werden. Für mitreisende MfS-Mitarbeiter gab es zudem folgende Anweisung: „Bei der Ankunft im Bahnhof ist mit einem Empfang durch Presse, Funk und andere Journalisten zu rechnen. Diesen ist freundlich lächelnd zu begegnen, kurze Antworten, aber keine Interviews. Es ist möglichst in der Antwort zu formulieren: ‚Wir hoffen auf einen Sieg von Dynamo‘.“ Damit die Dresdner Auswärtsfahrer keine Zeit für eigenständige private Aktivitäten hatten, erhielt der VEB Reisebüro der DDR den staatlichen Auftrag, einen lückenlosen Aufenthalt zu organisieren.
Auch beim Rückspiel gingen viele Karten an diesen Personenkreis. So waren unter den annähernd 35.500 Zuschauern im Dynamo-Stadion insgesamt rund 12.000 Polizisten und Stasi-Kader. Letztere fungierten als verdeckte Aufpasser in den Zuschauerblöcken sowie auf der Pressetribüne, waren für aufmerksame Fans aber an ihrer einheitlichen Verpflegung erkennbar. Zutritt zum Stadion hatten zudem 8500 Dauerkarteninhaber und 7000 als politisch zuverlässig geltende Dresdner Arbeiter. Letztlich gelangten 8000 Karten (Preis Sitzplatz Vollzahler: 8,10 Mark, ermäßigt: 4,10 Mark) in den freien Verkauf, der am Morgen des 27. Oktober 1973 lief.
In einem Bericht des MfS hieß es dazu: „Bereits in den frühen Abendstunden des 26.10.1973 begannen sich an den 5 Vorverkaufsstellen Menschen anzusammeln, die auf die Öffnung warteten. Dieser Personenkreis, der in den Abend- und Nachtstunden anwuchs, erreichte gegen 24 Uhr den Umfang von 1000 Personen bei Dresden Information Prager Straße, 600 bei HO-Sportartikel Pirnaischer Platz, je 300 bei Modehelfer Schäferstraße und Haushaltwaren Bodenbacher Straße. Die vorwiegend jugendlichen Personen richteten sich auf eine Übernachtung ein und nahmen zum Teil reichlich Alkohol zu sich. Durch die Verwendung von verschiedensten Sitz- und Liegemöglichkeiten entstand ein unwürdiges Bild. In den frühen Morgenstunden wuchs die Zahl der Wartenden so an, dass nur durch den Einsatz zusätzlicher Sicherungskräfte die Aufrechterhaltung der Disziplin möglich war. Gegen 02.00 Uhr wurden Sportfunktionäre und Angehörige der Sicherungskräfte eingesetzt, um durch Agitation ein weiteres Anwachsen dieser Personen zu verhindern, was sich in der Folgezeit bewährte. Gegen 10 Uhr war der Vorverkauf beendet.“
Weil viele Interessenten leer ausgegangen waren, stiegen die Schwarzmarktpreise auf 200 Mark an. Im Stadion betrug das Verhältnis normaler Kartenkäufer und ihrer Aufpasser 5:2. Aufgrund der anderen Zusammensetzung des Publikums war die Unterstützung der Dresdner Mannschaft durch die Zuschauer bei diesem Spiel weniger euphorisch als üblich. Erhielt das MfS im Vorfeld des Spiels Kenntnis davon, dass Karteninhaber aus der DDR Fluchtgedanken äußerten oder mit Bayern München sympathisierten, ging es gegen diese Personen vor und ließ die Karten einziehen.
Die Staats- und Parteiführung der DDR wollte nichts dem Zufall überlassen. Rund um das Rückspiel waren tausende Kräfte aus den Reihen der Volkspolizei-Bereitschaften, der Transportpolizei und der normalen Schutzpolizei im Einsatz. Hinzu kamen 3110 MfS-Mitarbeiter aus Ost-Berlin und zehn weiteren Bezirksverwaltungen. Sie verteilten sich auf acht Sicherungsbereiche, in die das Dresdner Stadtgebiet am Spieltag gegliedert war. Inoffizielle Mitarbeiter des MfS taten ihren Dienst in 36 „Schwerpunkt-Gaststätten der Stadt, den Konzentrierungsräumen der Stadt sowie zu vermutenden Anlaufpunkten der BRD-Touristen“. Dabei wurden Fans des FC Bayern München in Dresden heimlich gefilmt, u. a. auf dem Altmarkt, dem Neumarkt und dem Theaterplatz.
Seit Anfang der 1990er Jahre, kurz nach der Wende, ist bekannt, dass sich selbst im Mannschaftskreis Inoffizielle Mitarbeiter (IM) des MfS befanden, darunter Eduard Geyer, der im Oktober 1971 eine entsprechende Verpflichtungserklärung unterschrieben hatte und im Juli 1972 geworben worden war. Andererseits gab es im Kader von Dynamo Dresden Spieler, die als unzuverlässig galten, weil sie kein Mitglied der SED waren und in der Bundesrepublik lebende Verwandte hatten. Zu ihnen zählte Abwehrspieler Klaus Sammer, der aus diesem Grund weder an den Olympischen Spielen 1972 in München, noch an der Fußball-Weltmeisterschaft 1974 in der Bundesrepublik teilnehmen durfte. Dabei war eine Sportlerflucht aus der DDR in seinem Fall unwahrscheinlich, denn er hätte seinen Sohn Matthias, später Bayern Münchens Sportvorstand, im Vorschulalter in Dresden zurücklassen müssen. In den Vergleichen mit Bayern München zählte Klaus Sammer zwar zum Kader, kam aber nicht zum Einsatz, obwohl er noch im Vormonat sein 17. Länderspiel für die DDR absolviert hatte und zu Dynamo Dresdens Leistungsträgern gehörte. Er bekam im Hotel in München heimlich Besuch von seiner in Westdeutschland lebenden Tante, meldete diesen Vorgang aber anschließend dem MfS.

### Ereignisse vor dem Hinspiel

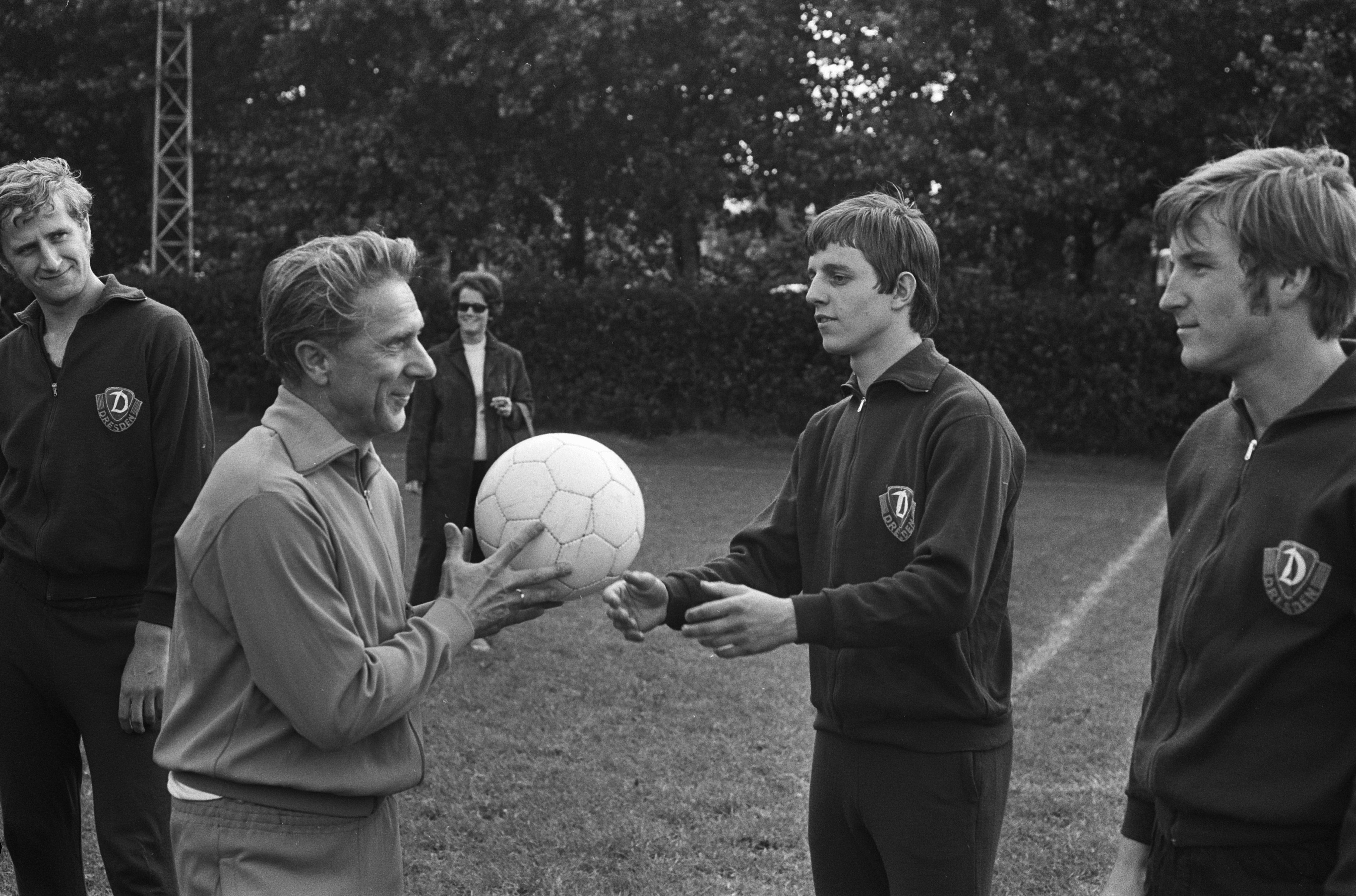
Dynamo Dresdens Trainer Walter Fritzsch mit seinen Spielern Hans-Jürgen Kreische (l.), Rainer Sachse und Dixie Dörner (r.), 1971.

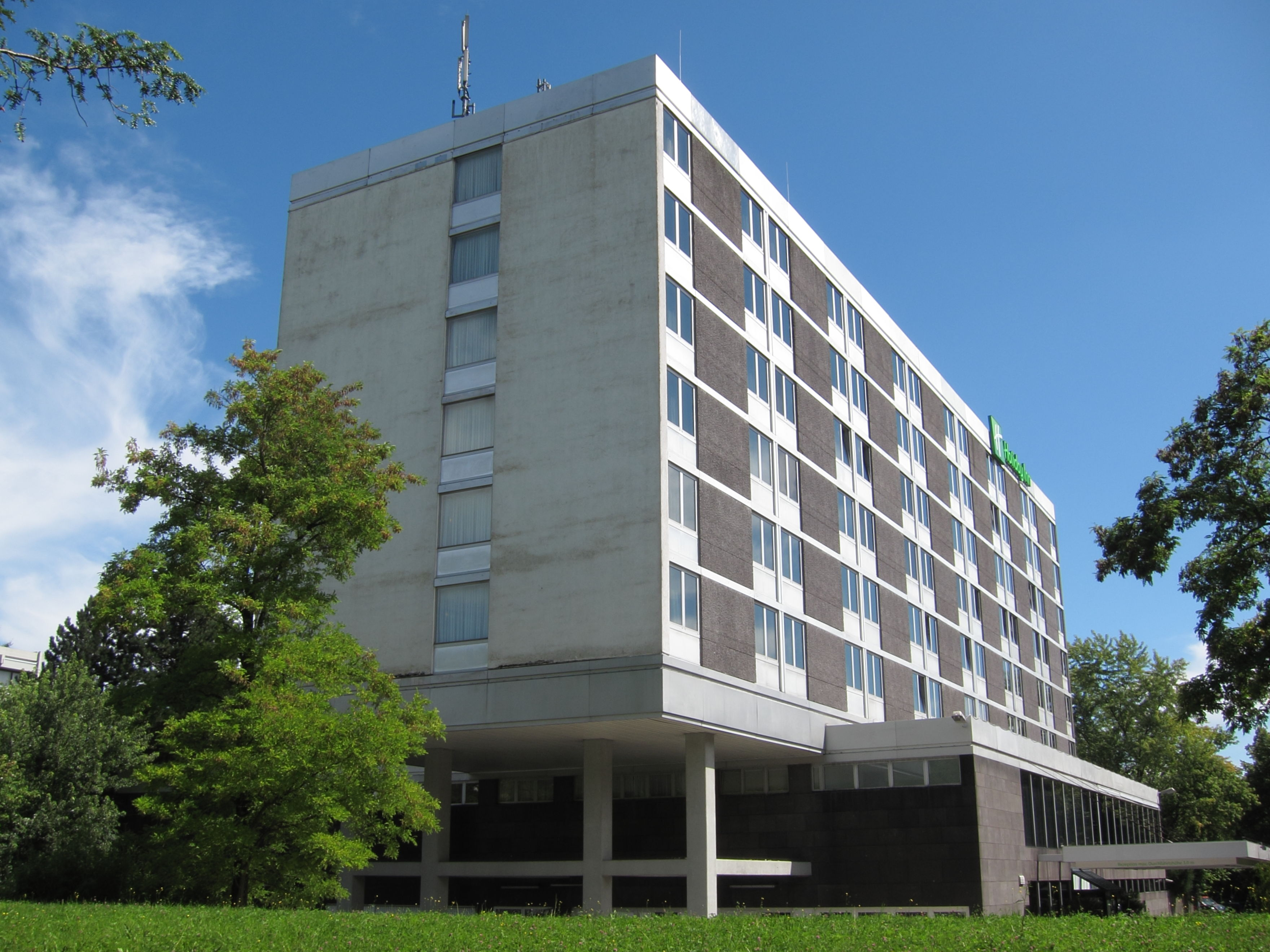
Dynamo Dresden übernachtete im 1970 eröffneten Esso Motor Hotel in München.

Am 13. Oktober 1973, elf Tage vor dem Hinspiel, beobachtete Trainer Udo Lattek gemeinsam mit Bayern Münchens Manager Robert Schwan im Zwickauer Georgi-Dimitroff-Stadion die Dresdner bei ihrer 0:3-Auswärtsniederlage im Punktspiel gegen die BSG Sachsenring Zwickau. Die Dresdner spielten bei dieser unbedeutenden Begegnung zurückhaltend, um Verletzungen zu vermeiden. Über die Vorkommnisse am Rande des Besuchs fertigte ein Hauptmann der Deutschen Volkspolizei einen detaillierten Bericht für das MfS an. Er enthielt u. a. Einschätzungen darüber, wie stark der Applaus für Lattek und Schwan beim Betreten der Tribüne ausfiel und wie oft aus dem Dresdner Fanblock Sprechchöre mit Bezug auf das anstehende Spiel gegen Bayern München zu hören waren. Zudem geht aus dem Papier hervor, dass Lattek und Schwan nur vor dem Spiel von der Öffentlichkeit abgeschirmt worden seien, sie und die ebenfalls anwesenden zwölf westdeutschen Pressevertreter jedoch schon währenddessen unerwünschten Kontakt zu DDR-Bürgern gehabt hätten. Insbesondere habe es nach dem Spiel auf dem Parkplatz kurz vor Latteks und Schwans Abreise einen viertelstündigen, völlig unkontrollierten Kontakt mit 300 bis 400 wartenden Personen inklusive ungenehmigter Interviews und Autogrammwünsche gegeben.
Dynamo Dresdens Trainer Walter Fritzsch hatte unterdessen zwei Bundesliga-Spiele von Bayern München vor Ort beobachtet: den 4:2-Heimsieg am 17. Oktober 1973 gegen den MSV Duisburg sowie drei Tage später die 4:7-Niederlage beim 1. FC Kaiserslautern. Für Aufsehen sorgte dabei die seinerzeit noch recht unübliche Methode, mit seiner Super-8-Schmalfilmkamera vom Typ Meopta Admira A8 II A die Spiele zur späteren Analyse zu dokumentieren. So war im Kicker nach dem Kaiserslautern-Spiel in einem eigenen Artikel über Fritzsch zu lesen, er habe die Bayern „seziert“, für ein gemeinsames Videostudium zur Spielvorbereitung waren die Aufnahmen aufgrund ihrer schlechten Qualität aber kaum tauglich.
Allerdings durfte auch Fritzsch nicht allein ins Bundesgebiet reisen, sondern nur gemeinsam mit dem „Abteilungsleiter“. Tatsächlich handelte es sich dabei um jenen Volkspolizei-Hauptmann, der auch den Bericht aus Zwickau an das MfS verfasst hatte. Nun begleitete er einerseits Fritzsch als Aufpasser auf Schritt und Tritt. Andererseits berichtete er dem MfS über ein am 18. Oktober 1973 in Bayern ausgestrahltes Interview, das Fritzsch nach dem Duisburg-Spiel gegeben hatte, sowie über die Einreisemodalitäten, den Hotelstandard und den üblichen Ablauf der Pressekonferenz. Empfangen und begleitet wurden Fritzsch und sein Aufpasser in München vom ehemaligen Bundesliga-Schiedsrichter Franz Wengenmayer, einem geachteten Vereinsmitglied des FC Bayern. Nach der Weiterreise per Bahn nach Kaiserslautern übernachteten Fritzsch und sein Begleiter im Mannschaftshotel des FC Bayern und wurden dort von Robert Schwan zum Abendessen eingeladen; selbst die dortigen Tischgespräche fanden Eingang in MfS-Akten. Fritzsch lehnte trotz eines verlockend hohen Honorars von 300 Mark für ein zweiminütiges Interview nicht nur die Einladung in das aktuelle sportstudio im ZDF mit Moderator Harry Valérien ab, sondern auch Interviewanfragen von ARD und Südwestfunk.
Während Fritzschs Abwesenheit bestritt Dynamo Dresden ein Heimspiel gegen den BFC Dynamo, wofür die Leitung der Sportvereinigung Dynamo – Vorsitzender war Erich Mielke – folgende Anweisung gab: „Durch das Büro der zentralen Leitung ist in Zusammenarbeit mit den Vorständen zu sichern, dass das Oberliga-Punktspiel am 20. Oktober 1973 so abläuft, dass keine Verletzungen der Spieler beider Mannschaften auftreten und das Spiel der optimalen Vorbereitung der Mannschaft der SG Dynamo Dresden auf die Cup-Spiele dient.“ Dynamo Dresden gewann diese Partie, die unter der Leitung von FIFA-Schiedsrichter Rudi Glöckner stand, mit 3:1.
Vor der Abreise nach München erklärte ein Funktionär den Dynamo-Spielern zum wiederholten Mal, mit welchem Verhalten sie im kapitalistischen Ausland ihrer Rolle als sozialistische Sportlerpersönlichkeiten gerecht werden. Dabei ging es vor allem um die Reaktion auf Versuche der Kontaktaufnahme, aber auch um die Aus- und Einfuhr von Zahlungsmitteln und Waren. Zu den Instruktionen gehörte auch, dass Spieler gegenüber Journalisten keine Auskunft geben durften, sondern auf die Leitung der Sportgemeinschaft zu verweisen hätten. Den Dynamo-Spielern war zudem der Trikottausch mit den Münchnern verboten.
Der Dresdner Tross reiste in einer Chartermaschine der Interflug zum Flughafen München-Riem und begab sich anschließend in das Münchner Esso Motor Hotel. Die Einladung zu einem Empfang des Münchner Oberbürgermeisters lehnte Dynamo Dresden ab. Bei der Pressekonferenz vor dem Hinspiel antwortete Dynamo-Trainer Walter Fritzsch auf die Frage, wie seine Mannschaft reagiere, wenn der seit Tagen anhaltende Regen nicht bald aufhören und den Boden noch schwerer machen würde: „Ich bin beim Russlandfeldzug 80 Kilometer barfuß durch den Osten marschiert, da werden die Spieler wohl diese 90 Minuten durchhalten.“ Der Aufenthalt in München war so kurz wie möglich geplant. Die 25-köpfige Dresdner Delegation – bestehend aus 15 Spielern, Trainer, Co-Trainer, Arzt und Masseur, einem Verantwortlichen der Interflug und fünf als Funktionäre getarnten MfS-Mitarbeitern – leistete sich lediglich einen kurzen Einkaufsbummel durch die Stadt, den mehrere bundesdeutsche Journalisten hartnäckig begleiteten, obwohl die MfS-Mitarbeiter sie mehrfach abgewiesen hatten.

### Ereignisse vor dem Rückspiel
Die DDR erließ im Vorfeld des Rückspiels Einreisebeschränkungen für Journalisten. Von den 65 Pressevertretern, die beantragt hatten, zwei Tage vor dem Spiel einzureisen, sollten zehn am Vortag einreisen, die übrigen erst am Spieltag. Die offizielle Begründung lautete, die Hotels seien durch einen Ärztekongress ausgebucht. Bayern Münchens Vereinspräsident Wilhelm Neudecker setzte sich für die Berichterstatter ein und bat die UEFA vor diesem Hintergrund um Prüfung, ob die Verlegung des Rückspiels in ein neutrales Land möglich sei.

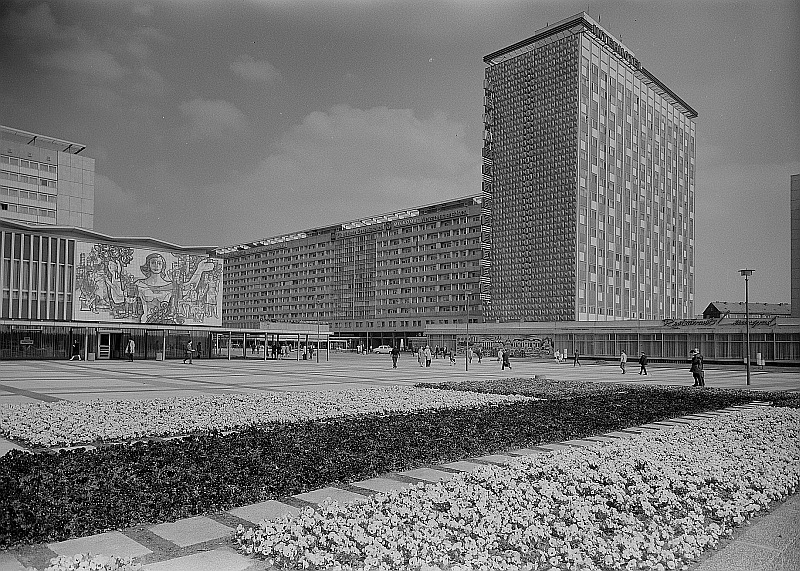
Diente vor dem Rückspiel für wenige Stunden als Bayern Münchens Mannschaftshotel: das Dresdner Interhotel Newa (r.) um 1970, Blick vom Wiener Platz.

Paul Breitner und Uli Hoeneß hatten Bayern Münchens Verantwortlichen von ihren Erfahrungen erzählt, die sie vier Jahre zuvor als Nachwuchs-Nationalspieler beim UEFA-Juniorenturnier 1969 in der DDR gesammelt hatten. Dort hatten Spieler fast aller westlichen Mannschaften plötzlich unter Magen-Darm-Problemen gelitten, wodurch die Vermutung aufkam, dass das Essen gezielt vergiftet oder mit leistungshemmenden Stoffen versetzt worden sei; letztlich belegten mit den Juniorenauswahlen Bulgariens, der DDR und der Sowjetunion Mannschaften aus dem Ostblock die ersten drei Plätze in der Endabrechnung. Der 40 Personen starke Tross von Bayern München übernachtete deshalb nicht wie üblich am Spielort, sondern rund 180 Kilometer entfernt in der grenznahen Stadt Hof im Nordosten Bayerns, und reiste erst am Spieltag an, an dem er sich überdies mit mitgebrachten Mahlzeiten selbst verpflegte. Einzig Wilhelm Neudecker checkte bereits am Vortag im Interhotel Newa ein.
Die verspätete Ankunft hatte zur Folge, dass Dynamo Dresden erwog, Protest wegen eines Verstoßes gegen die UEFA-Regularien einzulegen, die damals wie noch Jahrzehnte später klar besagten: „Jeder Verein muss seine Reise zeitlich so einrichten, dass seine Mannschaft spätestens am Vorabend des Spiels am Spielort eintrifft.“ Letztlich akzeptierte Dynamo Dresden jedoch Bayern Münchens Entscheidung, in Hof zu übernachten, die unterdessen den Spielern erst während der Busreise in Nürnberg mitgeteilt worden war. Wilhelm Neudeckers offizielle Begründung für diesen Zwischenstopp lautete, dass sich die Mannschaft aufgrund des zu großen Höhenunterschieds zwischen München und Dresden – er beträgt reichlich 400 Meter – andernfalls nicht akklimatisieren könne. Uli Hoeneß bezeichnete diese offensichtliche Ausrede in einer persönlichen Nachbetrachtung Jahrzehnte später als „sehr ungeschickt“; Bayern München habe sich damit „lächerlich gemacht“. Den tatsächlichen Grund anzugeben, war allerdings vor dem Hintergrund der damals unter Bundeskanzler Willy Brandt forcierten Neuen Ostpolitik nicht möglich.
Die Münchner Mannschaft und ihre Betreuer querten die innerdeutsche Grenze gegen 11 Uhr und erreichten Dresden erst reichlich drei Stunden vor Anpfiff. Sie stiegen gegen 14.40 Uhr zunächst im Interhotel Newa ab. Das MfS hatte das Hotel verwanzt und erfuhr dadurch im Vorfeld des Spiels Details einer internen Mannschaftsbesprechung. Schnell machte sich ein Motorradbote auf den Weg zur ebenfalls stattfindenden Dresdner Mannschaftsbesprechung, um Trainer Fritzsch den Kader der Münchner Bayern zu übergeben. Der spätere Sportjournalist Gert Zimmermann, der in jenen Jahren im Interhotel Newa als Kellner arbeitete, hatte an diesem Tag Hausverbot, um zu verhindern, dass er als fußballaffines Nicht-SED-Mitglied mit den Münchnern ins Gespräch kommen konnte. Die Deutsche Volkspolizei hatte das Hotel abgesperrt und die teilweise seit dem Vortag auf der Prager Straße wartenden ostdeutschen Bayern-Fans zurückgehalten. Um Menschenaufläufe im Hotel zu vermeiden, hatten Sicherheitskräfte die Empfangshalle und die Restaurants besetzt. Auch um das Hotel verfolgten Inoffizielle Mitarbeiter des MfS das Geschehen, das Franz Beckenbauer Jahrzehnte später wie folgt wiedergab: „Das waren schon ein bisschen düstere Erinnerungen, weil wir keinen Kontakt zur Öffentlichkeit hatten. Wir wurden abgeschirmt, es war genug Polizei da […]. Auch der Umgang mit den Funktionären war nicht die freundlichste Art.“
Auch das nahegelegene Dynamo-Stadion war von geradezu extremen Sicherheitsmaßnahmen betroffen und weiträumig abgeriegelt. Dabei gab es drei mit Kontrollpunkten versehene Sperrkreise: der äußere reichte mit einem Radius von etwa 800 Metern bis zum Pirnaischen Platz und damit an den Rand der Inneren Altstadt, der mittlere mit etwa 300 Metern Radius zum Deutschen Hygiene-Museum und der innere schloss entlang von Blüherstraße, Hauptallee (heute: Helmut-Schön-Allee), Dr.-Richard-Sorge-Straße (heute: Lennéstraße) und Parkstraße das Stadiongelände nebst benachbartem Georg-Arnhold-Bad ein, von wo aus sich Fußballspiele im Dynamo-Stadion ebenfalls beobachten ließen. Unmittelbare Anwohner sollten für drei Tage ihre Wohnungen verlassen und in Hotels einquartiert werden bzw. erhielten Arbeitskarten für das Spiel, um ihre Wohnungen erreichen zu können. Die rund 1600 in einem Sonderzug und 23 Bussen aus Bayern angereisten Gäste-Anhänger wurden strikt von den Dresdnern getrennt. Das Stadion wurde anlässlich dieses Spiels mit zusätzlichen Flutlicht-Scheinwerfern und Lautsprecher-Boxen ausgestattet.
Am Rande der Partie bestrafte die Volkspolizei die ostdeutschen Fußballfans für Nichtigkeiten. So gingen die Sicherheitskräfte einem Zeitzeugenbericht zufolge gewalttätig gegen Menschen vor, die sich auf ein Päckchen mit Bayern-München-Ansteckern stürzten, das Helmut Schön ihnen zugeworfen hatte. Schön, der in Dresden geborene damalige Bundestrainer, beobachtete im Jahr vor der Heim-WM das Rückspiel. Bereits bei seiner Ankunft in Dresden zwei Tage vor dem Spiel – gemeinsam mit seiner Gattin logierte auch er im Interhotel Newa – hatte es einen vom MfS festgehaltenen Zwischenfall gegeben. Die am Hotel wartenden Fußballfans hätten ihn demnach mit den Worten begrüßt: „Bumm, bumm, bumm, wir hau’n die Bayern um.“ Aus dem Bericht geht weiter hervor: „Dabei wurde der Pkw des Schön von den Anwesenden zum Schaukeln gebracht.“ Der Bundestrainer habe sich darüber unmittelbar bei der Deutschen Volkspolizei beschwert.
Als Repräsentant der Bundesrepublik verfolgte auch der damalige Bundesinnenminister Hans-Dietrich Genscher gemeinsam mit dem FDP-Bundestagsfraktionsvorsitzenden Wolfgang Mischnick, einem gebürtigen Dresdner, und weiteren Begleitern das Spiel im Stadion. Seit ihrer Einreise über die Bundesautobahn 9 am innerdeutschen Grenzübergang Rudolphstein/Hirschberg gegen Mittag des Spieltags hatten vom MfS eingesetzte Beobachter die Fahrt der beiden Pkw dieser achtköpfigen Gruppe verfolgt und minutiös protokolliert, bis sie den Akten zufolge um 15.37 Uhr vor dem Haupteingang des Interhotels Newa abgestellt wurden. Genscher und seine Begleiter hielten sich anschließend eine Stunde im Hotel auf und begaben sich dann zu Fuß in Richtung Stadion. Dabei verloren die MfS-Mitarbeiter sie aus den Augen. Die Bezirksverwaltung Dresden des MfS stufte in ihrem Schlussbericht diese Panne aber als „Unzulänglichkeit“ ein und benannte nach deren Auswertung als Ursache das „fehlerhafte Vorgehen“ der einsatzleitenden Verantwortlichen, die Beobachter auf die Pkw zu konzentrieren. Die beiden Fahrzeuge waren beim Eintreffen am Stadion zur Überraschung der Späher aber nur mit den Fahrern besetzt, während Genscher später zu Fuß aus Richtung Georg-Arnhold-Bad kommend die Spielstätte betrat.

### MfS-Bilanz
Bei der Abreise, die unmittelbar im Anschluss an das Auswärtsspiel beim FC Bayern erfolgte, war die Dresdner Delegationsleitung sehr zufrieden. Registriert wurde, dass Namen von Dresdner Spielern auf der Anzeigetafel des Stadions falsch geschrieben worden waren. Das MfS bilanzierte die Reise nach München ausführlich. Aus dem Schlussbericht geht hervor, Bundesbürger hätten bereits bei der Ankunft mit Bemerkungen provoziert, zum Beispiel: „Wo habt ihr denn eure Frauen gelassen?“ und „Schau mal, alles Funktionäre“. Auch habe die Presse in der Bundesrepublik tendenziös über die Zuschauer aus der DDR berichtet. Überrascht hielt das MfS fest, dass im Olympiastadion auch westdeutsche Jugendliche mit Dynamo-Dresden-Fahnen anwesend waren und die Gastmannschaft unterstützten, wobei spekulativ bleibt, ob es sich dabei um ehemalige DDR-Bürger oder etwa um Fans des FC-Bayern-Stadtrivalen TSV 1860 München handelte.
In den Berichten diverser MfS-Mitarbeiter tauchen zudem Vorfälle in Dresdner Unternehmen und Schulen auf, die sich im Zusammenhang mit dem Europapokal-Duell ereigneten. Im VEB Pentacon, einem großen Industriebetrieb, hätten sich demnach Arbeiter gefragt, warum die Namen jener 70 Kollegen aus der Belegschaft, die mit nach München fahren durften, nicht bekannt gegeben wurden. Im gleichen Betrieb versuchte das MfS nach dem Hinspiel ohne Erfolg, den Urheber eines nachweislich falschen Gerüchts zu finden, wonach ein Dynamo-Spieler in München geblieben sei. Ein IM berichtete zudem aus dem VEB Dresdner Verkehrsbetriebe, dort sei erzählt worden, dass die Verantwortlichen alles darauf anlegten, dass es beim Rückspiel zu Krawallen komme. Aufmerksam wurde das MfS ferner auf den Schwarzmarkt. Demnach hätten Zwölftklässler der Erweiterten Oberschule „Romain Rolland“ das Angebot abgelehnt, ihnen ihre für 2,60 Mark erworbenen Karten für 30 Mark abzukaufen, und sie lieber für DM an BRD-Besucher verkaufen wollen.
Jugendliche aus Pirna, die ein Plakat mit der Aufschrift „Schlagt die Bayern zusammen!“ gemalt hatten, durften nicht nach Dresden fahren. Sechs Lehrlingen aus der im Schloss Lockwitz ansässigen Betriebsberufsschule des Kombinats Geodäsie und Kartographie unterstellte das MfS, „bereits seit längerem eine zustimmende Haltung zum kapitalistischen Profifußball“ zu haben. Zudem ließ es einem Arbeiter aus dem VEB Kupplungs- und Triebwerkbau dessen Eintrittskarte wegnehmen, nachdem dieser im Vorfeld angekündigt hatte, er wolle Bayern Münchens Stürmer zurufen: „Müller, nimm mich mit nach der BRD!“
Dem Fazit nach der Heimpartie zufolge, das die Bezirksverwaltung Dresden des MfS am 16. November 1973 gezogen hatte, erhielten zwei Personen 300 Mark Ordnungsstrafe wegen Staatsverleumdungen, gegen zwei weitere erfolgten Ermittlungen wegen Beleidigung von Polizisten. Insgesamt habe es 29 vorübergehende Festnahmen gegeben wegen „Betteln von Westgeld, Souvenirs, Verkaufen von Eintrittskarten zu Überpreisen und Versuch des Durchbrechens der Absperrungen“, darunter zwei Kinder und drei Jugendliche unter 18 Jahren. „Die politisch-operative Lage war jederzeit stabil.“

## Rezeption
Die beiden Fußballspiele sind durch Fernsehaufnahmen dokumentiert und wurden seit der Wende vielfach rezipiert. Die Geschehnisse am Rande der Partien dienten in der Fachliteratur mehrfach als Beispiel für die repressive Politik der DDR-Obrigkeit gegenüber der eigenen Bevölkerung. Vor allem zu Jahrestagen blickten auch Presseveröffentlichungen auf die beiden Spiele und ihre besonderen Begleiterscheinungen zurück. Zum 40. Jahrestag führte das Zentrum deutsche Sportgeschichte Berlin-Brandenburg in jenem Hofer Hotel, in dem Bayern Münchens Mannschaft 1973 übernachtet hatte, eine Podiumsveranstaltung mit Zeitzeugen durch, unter ihnen der im damaligen Rückspiel eingesetzte Fußballspieler Edgar Schneider.